# 2003年热带风暴格雷斯
热带风暴格雷斯（英語：Tropical Storm Grace）是2003年大西洋飓风季期间吹袭德克萨斯州的一场弱热带风暴，是该季第11个热带低气压和第7场热带风暴，也是全季强度最弱的热带风暴，由8月30日墨西哥湾西部的一股东风波发展形成。受西侧的上层低气压影响，格雷斯存在期间的组织结构一直很混乱。风暴向西北方向移动，从德克萨斯州东南部登陆，然后在陆地上空迅速减弱，于9月2日与冷锋合并而消散。
受风暴影响，德克萨斯州降下暴雨，引起山洪爆发，造成轻度破坏。冷锋吸收风暴残留后给德州至中大西洋地区带去中到大雨。印第安纳波利斯爆发的洪灾最为严重，创纪录的降水对700余户民居构成影响。整体而言，风暴沿途虽然产生强降雨，但导致的破坏程度很轻。

## 气象历史
8月19日，一股强劲东风波伴随低气压系统离开非洲海岸。系统快速向西移动并逐渐组织，不断爆发的对流附近发展出带状特征和卷云外流。8月21日，东风波已接近热带气旋强度标准，只是由于移动速度过快导致下层环流与深层对流分离。系统进入中大西洋一片空气干燥的海域，到8月22日晚已失去大部分对流。8月24日，东风波途经小安的列斯群岛期间增长出对流，但由于强烈的西南向上层风切变影响而无法进一步发展。系统经过加勒比海，于8月28日在洪都拉斯湾因外部环境更为有利而发展出深层对流。东风波穿越尤卡坦半岛，于29日在墨西哥湾发展出表面低气压区。系统中的对流继续组织，于8月30日在德克萨斯州科珀斯克里斯蒂东南偏东方向约540公里洋面发展成第十七号热带低气压。
低气压向西北方向移动，仅形成6小时后就强化成热带风暴格雷斯。虽然风速加快，但环流中心的覆盖范围仍然非常广阔，以至于飓风猎人侦察机难以确定系统中心的位置。此外，德克萨斯州布朗斯维尔上空的上层低气压在气旋西部上空产生风切变，使东部的外流受到限制。美国国家飓风中心预计，上层低气压会减弱，使得所处海域水温较高的格雷斯可能增强成风力时速100公里的热带风暴。但是，上层低气压并没有消失，继续产生不利于气旋发展的风切变。系统中心以北185公里处有新的环流中心形成，于8月31日以热带风暴最低标准强度从圣路易斯水道附近登陆加尔维斯顿岛。格雷斯在陆地上空迅速减弱成热带低气压，并在转向东北进入俄克拉何马州后被冷锋吸收。

## 防灾措施
风暴形成3小时前，美国国家飓风中心向德克萨斯州加尔维斯顿县的高岛（High Island）到科珀斯克里斯蒂之间地区发布热带风暴警告。美国国家气象局驻地方办事处要求加尔维斯顿岛西部地区——包括牙买加海滩（Jamaica Beach）、玻利瓦尔半岛（Bolivar Peninsula）、以及布拉佐里亚县和马塔哥达县沿海地区——居民自行撤离，但没有得到多少居民的重视。地方应急管理官员预计，海潮可能会比正常水平高1.5米并引发沿海洪灾。

## 影响

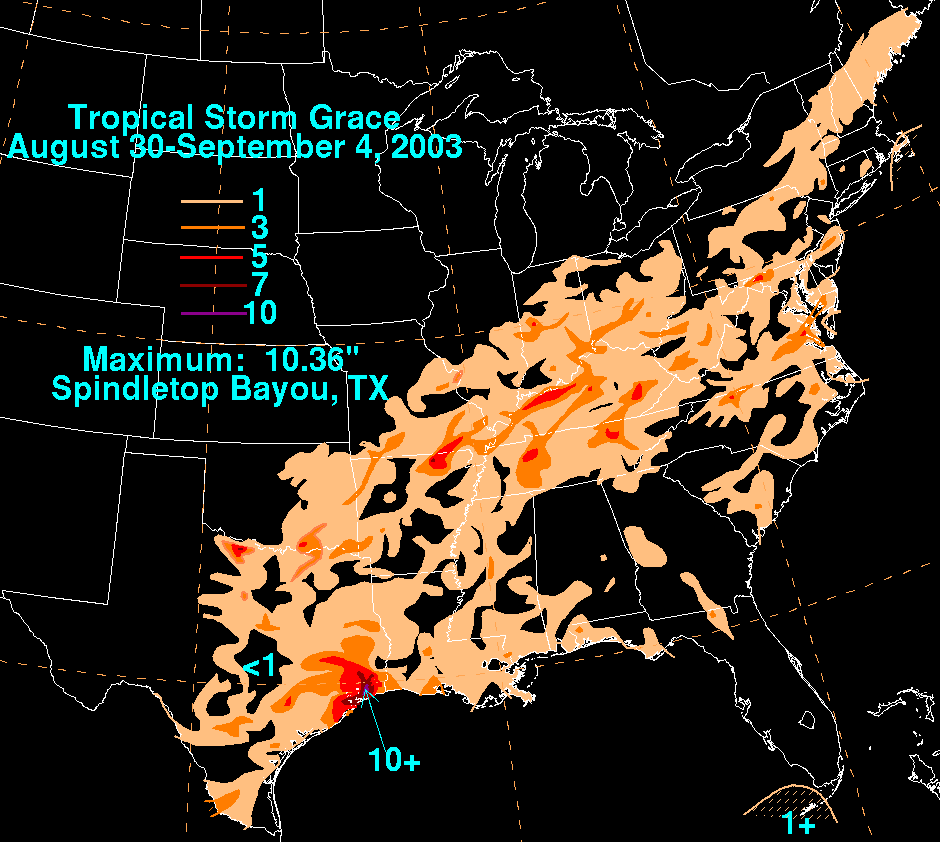
热带风暴格雷斯的降水分布

格雷斯沿途普遍出现中等程度降水，其中又以德克萨斯州降雨量最高。风暴之后与冷锋合并，给美国中西部带去暴雨。此外，气旋的外流雨带还给尤卡坦州和塔毛利帕斯州北部带去少量降水。

### 美国中南部
登陆德克萨斯州期间，热带风暴格雷斯在马塔戈达岛和北码头（North Jetty）产生1米高的风暴潮。环海州立公园的阵风时速最高达到85公里，持续风速每小时64公里。距离风暴登陆点位置更近的大部分地区所记录风速不到热带风暴强度，只有加尔维斯敦例外，阵风时速达到64公里。德克萨斯州东部普降中到大雨，其中以斯平德尔托普河口降雨量最高，达263毫米。气旋的外围雨带在加尔维斯顿岛最西端以南近海催生出海龙卷风，当地为此发布龙卷风警告，不过海龙卷风尚未登岸便已消散。格雷斯还引起轻度海滩侵蚀，但程度上远不及一个月前的飓风克劳德特。高涨的潮水淹没了海岸线附近的码头、舱壁和低洼地区。更为内陆的地区因暴雨引发山洪，淹没了一些道路，还有少量房屋进水。风暴造成的总体破坏程度很轻，总额约为11.3万美元（2003年美元，相当于2025年的19.3萬美元）。
吸收格雷斯残留湿气的冷锋移动速度缓慢，俄克拉何马州因此普降暴雨，降雨量最高的考特尼（Courtney）达228毫米。不过由于这样的降雨量还是比正常水平要低127到255毫米，所以引发的洪灾程度总体很轻微，而且都只出现在局部地区。格兰特县县城梅德福（Medford）附近因降雨导致81号美国国道部分路段水深达0.6米，道路也因此封闭。俄克拉何马州此前缺少降雨，所以风暴带来的雨水总体上对之有利。
格雷斯与移动缓慢的冷锋结合，在美国南部多个州产生小到中雨，路易斯安那州和密西西比州局部地区降雨量超过76毫米，阿肯色州东北部更达127毫米。

### 俄亥俄谷和美国东部
格雷斯的湿气与冷锋结合，在密苏里州产生小到中雨，其中又以该州东南部降雨量较高，最高达到127毫米，缓解了当地的严重旱情。巴特勒县波普勒布拉夫（Poplar Bluff）因降水引发严重洪灾，部分车辆被困，车上人员需要救援。此外，肯塔基州也出现超过127毫米的降水。
格雷斯的残留湿气令印第安纳州中部普降暴雨，其中印第安纳波利斯在一天中的降雨量高达178毫米，创下新的纪录，还有些地方降雨量超过228毫米。当地居民准备沙包防止河流和溪流溢出，洪水涌入街道和超过700套民居。骤雨令印第安纳波利斯的污水系统不堪重负，数亿加仑的污水流入街头。该州州长宣布全州进入紧急状态。美国红十字会的8个地方分会赶赴灾会，为灾民提供协助和饮食。
风暴残留还令东部中大西洋地区和新英格兰地区出现中到大雨。马里兰州西部的最东端以及弗吉尼亚州东南部的降雨量超过127毫米。马里兰州黑格斯敦记录下100毫米降雨，引起山洪爆发。华盛顿县的单日降雨量有27.8毫米，创下新的纪录，但没有任何报道表明马里兰州有遭受财产损失。